# Ioannis Touratsoglou
Ioannis Touratsoglou (griechisch Ιωάννης Τουράτσογλου, auch Giannēs Touratsoglou, * 1940 in Thessaloniki; † 2021) war ein griechischer Numismatiker.
Ioannis Touratsoglou studierte Klassische Archäologie an der Universität Thessaloniki. Von 1982 bis 1993 war er Kurator am Numismatischen Museum in Athen und von 1994 bis zum Ruhestand 2002 dessen Direktor, dazu von 1999 bis 2002 Direktor des Archäologischen Nationalmuseums in Athen. 2012 erhielt er die Archer M. Huntington Medal. Am 25. Mai 2017 wurde ihm die Ehrendoktorwürde der Universität Thessaloniki verliehen.

## Veröffentlichungen (Auswahl)
- (1988) Die Münzstätte von Thessaloniki in der römischen Kaiserzeit (32/31 v. Chr. bis 268 n. Chr.). De Gruyter. ISBN  978-3110111743
- (1993) The coin circulation in Ancient Macedonia (ca. 200 BC -268-286 AD). The Hoard Evidence. Hellenic Numismatic Society, Athen. ISBN 9789602203743
- (1995) Macedonia: History, Monuments, Museums. A Complete Guide with Maps and Plans. Ekdotike Athenon, Athen. ISBN  978-9602133309
- (2000) The Alexander of the coins. Bank of Cyprus Cultural Foundation. ISBN  978-9963420872
- (2006) Greece and the Balkans before the End of Antiquity. Hellenic Numismatic Society, Athen. ISBN 9789608745728
- (2008) The Kratigos, Mytilene treasure : coins and valuables of the 7th centure AD (con E. Chalkie et al.). Byzantine & Christian Museum, Athen. ISBN 9789602147351
- (2010) A Contribution to the Economic History of the Kingdom of Ancient Macedonia (6th-3rd cent. BC). Lydia Lithos, Atenas. ISBN 9789608898516
- (2010) Coin production and coin circulation in roman Peloponnese in: Roman Peloponnese. III: Society, economy and culture under the Roman Empire : continuity and innovation, Athen